# Martin Büchel
Martin Büchel (Ruggell, 19 de fevereiro de 1987), é um futebolista liechtensteiniense que atua como meia. Atualmente, joga pelo FC Unterföhring.

## Carreira
Martin Büchel é um dos maiores talentos do futebol de Liechtenstein, e fez sua estréia na Seleção Liechtensteiniense de Futebol com apenas 17 anos de idade.

### Gols pela seleção
| 1º                                    | 29 de fevereiro de 2012 | Ta' Qali National Stadium, Ta' Qali, Malta | Malta | 1–2 | Derrota | Amistoso |
| Atualizado em 29 de fevereiro de 2012 |                         |                                            |       |     |         |          |

## Títulos
Zürich
- Swiss Super League — 2008–09